# تپه B سه گابی
تپه B سه گابی مربوط به دوران پیش از تاریخ ایران باستان - است و در شهرستان تویسرکان، بخش قلقل رود، روستای سه گابی واقع شده و این اثر در تاریخ ۲۴ اسفند ۱۳۸۳ با شمارهٔ ثبت ۱۱۴۲۲ به‌عنوان یکی از آثار ملی ایران به ثبت رسیده است.